# Madeleine Arthur
Madeleine Arthur est une actrice américano-canadienne, née le 10 mars 1997 à Vancouver en Colombie-Britannique.

## Biographie
Madeleine Arthur nait et grandit à Vancouver en Colombie-Britannique, sous les yeux de ses parents Jane (née Walter) et Brian Arthur. Elle rentre à l’école Sir Winston Churchill Secondary School. Elle est gymnaste pendant treize ans avant d’entamer dans sa nouvelle carrière. Elle parle couramment le français.

## Filmographie

### Cinéma
- 2014 : Grace de Jeff Chan : Sally
- 2014 : Big Eyes de Tim Burton : Jane, ainée
- 2018 : À tous les garçons que j'ai aimés (To All the Boys I've Loved Before) de Susan Johnson (en) :  Christine "Chris"
- 2019 : Color Out of Space de Richard Stanley : Lavinia Gardner
- 2020 : À tous les garçons : P.S. Je t'aime toujours (To All the Boys: P.S. I Still Love You) de Michael Fimognari :  Christine "Chris"
- 2021 : À tous les garçons : pour toujours et à jamais de Michael Fimognari : Christine "Chris"

### Courts métrages
- 2015 : The Wolf Who Came to Dinner de Jem Garrard : Cate Barkley
- 2017 : Echo and Solomon de Jem Garrard : Echo

### Télévision

#### Téléfilm
- 2015 : Le Visage de mon passé (Reluctant Witness) de Monika Mitchell : Becky Collins

#### Séries télévisées
- 2011 : L'Heure de la peur (R.L. Stine's The Haunting Hour) : Meg (saison 2, épisode 12 : Dreamcatcher)
- 2013 : The Killing : la fille de Reddick (saison 3, épisode 9 : Reckoning)
- 2013 : Spooksville : Tira Jones (saison 1, épisode 10 : The No-Ones)
- 2014 : The Tomorrow People : Charlotte Taylor Jones (4 épisodes)
- 2015 : Supernatural : Tina, jeune (saison 10, épisode 12 : About a Boy)
- 2016 : The Family : Willa Warren, jeune (12 épisodes)
- 2018 : Legends of Tomorrow (DC's Legends of Tomorrow) : Nora Darhk (saison 3, épisode 10 : Daddy Darhkest)
- 2018 : X-Files : Aux frontières du réel (The X-Files) : Sarah Turner (2 épisodes)
- 2018 : The Magicians : Fray (5 épisodes)
- 2020 : Snowpiercer : Nikki Genet (5 episodes)
- 2022 : Devil in Ohio : Mae Dodd
- 2022 : Blockbuster : Hannah